# Alexander von der Schulenburg (General)
Alexander von der Schulenburg, seit 1713 Freiherr von der Schulenburg, (* 24. September 1662 in Altenhausen; † 13. Januar 1733 in Celle) war ein kurfürstlich braunschweig-lüneburgischer Generalleutnant und Gouverneur von Celle sowie Besitzer eines Teils des  Rittergutes Altenhausen.

## Herkunft
Alexander von der Schulenburg stammte aus der Weißen Linie des altmärkischen Uradelsgeschlechtes derer von der Schulenburg. Seine Eltern waren Alexander von der Schulenburg (* 23. September 1616; † 17. März 1681) und dessen Ehefrau Adelheid Agnes von Alvensleben (* 2. März 1636; † 12. Januar 1668).

## Leben
Nach einem Universitätsstudium ging er als Freiwilliger in der Armee und nahm von 1683 bis 1688 an den Türkenkriegen teil. Er ging danach in Braunschweig-Lüneburger Dienste und kämpfte von 1688 bis 1697 gegen die Franzosen.
Bereits 1690 war er Oberst eines Reiter-Regiments, in der Schlacht bei Neerwinden 1693 geriet er in französische Gefangenschaft. Während des Spanischen Erbfolgekrieges war er 1704 als Generalmajor in Heer des Herzogs von Marlborough. Dort befehligte er eine Kavallerie-Brigade in der Schlacht am Schellenberg und in der Schlacht bei Höchstädt. 1705 ging er mit dem Herzog nach Flandern. In der Schlacht bei Oudenaarde am 11. Juli 1708 war er Generalleutnant im Gefolge des Kurprinzen von Hannover (später: König Georg II.), dort konnte er sich mit einem Kavallerieangriff auszeichnen. Bereits am 6. Juli 1708 kommandierte er die Vorhut des Heeres aus fünf Bataillonen und 10 Schwadronen. Mit dieser Vorhut griff er die französische Nachhut an und konnte mehrere Hundert Gefangene einbringen.
In der Schlacht bei Malplaquet kommandierte er eine Kavallerie-Division unter General von Bülow. 
Er wurde am 4. Dezember 1713 in den Reichsfreiherrenstand erhoben und erhielt vom preußischen König den Schwarzen Adlerorden.

## Familie
Er heiratete am 13. Februar 1690 Charlotte Sophie Anna von Melville (* 28. Januar 1670; † August 1724) die Tochter der Generalmajors Andreas von Melville und Halbschwester des Generals Georg Ernest von Melvill, der seinen Neffen Ernst August und Georg Ernst Güter vererbte. Das Paar hatte folgende Kinder:
- Ernst August (* 3. September 1692; † 20. August 1743), auf Rittergut Habighorst, ⚭ Henriette von Belling
- Georg Ludwig (* 4. November 1693; † 17. Juni 1710)
- Nymphe Ermgard (* 10. Mai 1696; † 27. April 1758) ⚭ 9. Januar 1727 Lewin Christoph von Plato (* 18. April 1697; † 17. März 1741)
- Alexander (* 12. März 1697; † 3. April 1728)
- Friedrich Wilhelm (* 18. Oktober 1699; † 1. März 1764) ⚭ Katharine Christine von Klinckowström (* 1725; † 21. Februar 1801)
- Georg Ernst (* 31. Oktober 1704; † 23. Januar 1765), auf Gut Altendorf in Osten (Oste), ⚭ Dorothea Susanna von der Schulenburg (* 18. August 1704; † 26. Januar 1767)

Nach seinem Tod war die Schuldenlast so groß, dass das väterliche Erbteil von Altenhausen, der Schäferhof, an seinen Bruder Daniel Ludolph verkauft werden musste. Das von den Melvilles geerbte Gut Altendorf (bei Cuxhaven) befindet sich bis heute im Besitz der Grafen von der Schulenburg.